# Rhys Frake-Waterfield

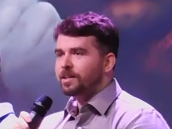
Rhys Frake-Waterfield (2023)

Rhys Frake-Waterfield (* 1991 oder 1992) ist ein britischer Regisseur, Drehbuchautor und Filmproduzent.

## Werdegang
2021 gab Frake-Waterfield seinen Job bei EDF Energy auf, um Low-Budget-Horrorfilme zu produzieren. Seine Produktionsfirma heißt Jagged Edge Productions. Nach seinem Einstieg in die Filmindustrie produzierte er 36 Spielfilme in zwei Jahren.
Frake-Waterfield wurde durch seinen 2023 veröffentlichten Horrorfilm Winnie the Pooh: Blood and Honey bekannt, bei dem es sich um eine Horror-Adaption des Kinderbuches Pu der Bär von A. A. Milne handelt. Der Film und Frake-Waterfield gewannen zahlreiche Kategorien bei der Verleihung der Goldene Himbeere 2024.
Weitere Horrorfilme von Frake-Waterfield, unter anderem zu den Filmfiguren Bambi und Peter Pan, sind in Planung.

## Filmografie
- 2021: Bloody Mary
- 2021: Easter Killing
- 2022: The Area 51 Incident
- 2022: Killing Tree
- 2023: Firenado
- 2023: Winnie the Pooh: Blood and Honey
- 2024: Winnie the Pooh: Blood and Honey 2
- 2025: Peter Pan’s Neverland Nightmare
- 2025: Bambi: Die Abrechnung (Bambi: The Reckoning)

## Auszeichnungen und Nominierungen
- Goldene Himbeere 2024: Schlechtester Film für Winnie the Pooh: Blood and Honey
- Goldene Himbeere 2024: Schlechteste Regie für Winnie the Pooh: Blood and Honey
- Goldene Himbeere 2024: Schlechtestes Drehbuch für Winnie the Pooh: Blood and Honey